# 鶴田加茂
鶴田 加茂（つるた かも、1986年11月19日 -）は、日本の音楽家（作曲家）。血液型はB型。

## 略歴
小学生時代の音楽の授業で簡単な作曲を行ったことで作曲の楽しみを知り、大学時代より本格的に作曲を始める。また高校時代に、後にサポートメンバーとして参加することにもなるMOSAIC.WAVの曲を知り、大きな影響を受けているという。
2007年の8月30日にサンプリングCDのデモソングを聴こうとクリプトン・フューチャー・メディアのホームページを見た際に発売前の音声合成ソフト「初音ミク」のデモソングを聴いて衝撃を受け、翌日の発売日に同ソフトを購入。同年9月20日にika_mo名義で動画共有サイトのニコニコ動画にて発表した「初音ミク」を用いたオリジナル楽曲「みくみくにしてあげる♪【してやんよ】」はニコニコ動画に投稿されていた初音ミクを用いた楽曲の中でも大きな人気を呼んだ。同曲は初音ミクを用いたユーザー作品の中でもいち早く商業ベースにのせられることとなったが、一方でその際に著作権処理に関して議論を呼んでいる。
2008年2月1日発売のMOSAIC.WAVのシングル『ラストバトル!アキバトラー"μ"』の初回限定特典『***にできるかな』より、MOSAIC.WAVのサポートメンバーとしての活動も行う。2009年10月21日に「MOSAIC.WAV×鶴田加茂 feat.初音ミク」名義でアルバム『Heartsnative』を発売。2012年11月7日に「MOSAIC.TUNE&鶴田加茂 feat.初音ミク」（MOSAIC.TUNEはMOSAIC.WAVがVOCALOIDを用いるときのユニット名）名義でアルバム『Heartsnative2』を発売した。